# Setge d'Algesires
El setge d'Algesires fou una de les batalles de la Guerra de l'Estret que tingué lloc entre 1342 i 1344.

## Antecedents
Al-Yazira al-Jadrā (Algesires) va ser la primera ciutat fundada pels àrabs a la península Ibèrica, l'any 711
El 21 de setembre de 1292, Tarifa fou conquerida als benimerins després d'un setge pel rei Sanç IV significant el trencament del pacte amb Muhàmmad II al-Faqih en no cedir la plaça al regne nassirita. Alonso Pérez de Guzmán fou nomenat governador. El 1294 els benimerins es van presentar a la ciutat i la van assetjar però el setge va fracassar i va restar cristiana.
El 1340 Abu-l-Hàssan Alí travessà al nord de l'estret i intentà recuperar Tarifa, cosa que feu que els reis Alfons XI de Castella i Alfons IV de Portugal marxessin de Sevilla en auxili de Tarifa. Derrotats els musulmans a la batalla del riu Palmones, el rei del Marroc fugí vers Algesires, des d'on retornà al seu regne, i el de l'Emirat de Gharnata passà a Marbella i després a la seva capital.

## El setge
Gil de Albornoz, arquebisbe de Toledo va dirigir el 1344 el setge de la ciutat per Alfons XI de Castella, amb la col·laboració de la Corona d'Aragó, que va aportar un estol comandat per Pere de Montcada i de Lloria i Mateu Mercer, i el Regne de Portugal, i contingents anglesos i francesos comandats per Enric de Grosmont.
En l'etapa final del setge, Aragó va tenir en aigües de la Badia d'Algesires un total de vint galeres, que amb les 56 galeres castellanes i genoveses i les 40 naus de Castella representaven una considerable força naval.
Amb les aigües de l'estret en mans cristianes des de la batalla del riu Salado, i la impossibilitat de rebre reforços de Ceuta, Tànger o Gibraltar després de la derrota nassarita a la batalla del riu Palmones (1343) i sense poder ser dominada per Abu l-Hasan Ali de Fes, la ciutat es va rendir el març de 1344.
Es considera el primer setge en el qual es va usar artilleria, i ho fou pels defensors.

## Conseqüències
La presa d'Algesires tancà la guerra de l'Estret i suposà un pas decisiu en la Guerra de Granada, al dotar al Regne de Castella del principal port de la costa nord de l'Estret de Gibraltar i la ciutat seria a partir de llavors la base principal d'actuació dels exèrcits cristians.